# Gratismagasin
Et gratismagasin er et magasin, der er gratis for læserne. Når der således hverken er abonnements- eller løssalgsindtægter, må magasinets økonomi sikres enten ved reklameindtægter eller ved at udgiveren betragter magasinet som en del af sin PR- og informationsvirksomhed.

## Danske gratismagasiner
- Dagens Puls
- Magasinet Kbh
- Ud & Se
- Monarch Magazine
- Gamereactor
- Gaffa
- Young Inc
- Magasinet Uorden
- Bolig Indretning
- Magasinet Liv&Stil